# Huairen
Huairen (en chino, 怀仁; pinyin, Huáirén) es un municipio bajo la administración directa de la ciudad-prefectura de Shuozhou. Se ubica al  norte de la provincia de Shanxi, este de la República Popular China. Su área es de 1234 km² y su población total para 2010 superó los 320 mil habitantes. 

## Administración
El Municipio Huairen se divide en 15 pueblos que se administran en 6 poblados y 4 villas.

## Toponimia
El topónimo Huairen [/Juái-Ren/] apareció en la dinastía Liao (916-1125) y viene de la frase; 'recordar las personas benevolentes' (怀想仁人 Huáixiǎng Rénrén). Esto para conmemorar una coalición entre Li Keyong (李克用), el emperador Wu de la posterior dinastía Tang, y Yelu Abao, el monarca fundador de la dinastía Liao, quienes tuvieron la oportunidad de formar una alianza en este lugar.